# Stenobracon deesae
Stenobracon deesae är en stekelart som först beskrevs av Cameron 1902.  Stenobracon deesae ingår i släktet Stenobracon och familjen bracksteklar. Inga underarter finns listade i Catalogue of Life.